# نا هونغ جين
نا هونج جين (مواليد 1974) مخرج سينمائي كوري وسيناريست ماهر أخرج ثلاثة أفلام طويلة حتى الآن فقط , ترشحت أفلامه للكثير من الجوائز العالمية وكل أفلامه تعتبر من أهم الأفلام الكورية.

## أفلامه
| الاسم الكوري | ترجمة        | ملاحظات                                                                                         |
| ------------ | ------------ | ----------------------------------------------------------------------------------------------- |
| 추격자       | المطارد      | أول فيلم له وواحد من أهم الأفلام الكورية حقق نجاح كبير في السينما العالمية                      |
| 황해         | البحر الأصفر | ثاني فيلم له وأيضاً من أهم الأفلام الكورية لم يحقق نفس نجاح الفيلم الأول لكنه أيضاً حقق نجاح كبير |
| 곡성         | النحيب       | ثالث فيلم له ومن أهم الأفلام الكورية حقق نجاح كبير مثل الفيلم الأول لنا هونغ جين                |

## الجوائز
- جوائز تشونسا السينمائية الثانية والعشرون لعام 2017 : أفضل مخرج (النحيب)
- حفل توزيع جوائز الإخراج السادس عشر لعام 2016 : أفضل مخرج (النحيب) [1]
- جوائز فيلم بلو دراغون السابع والثلاثون لعام 2016 : أفضل مخرج ، ترشيح - أفضل سيناريو (النحيب)
- جوائز أفضل نجم لعام 2016 من جمعية الممثلين السينمائيين الكوريين: أفضل مخرج (النحيب) [2]
- جوائز جمعية منتجي الأفلام الكورية لعام 2016: أفضل مخرج (النحيب) [3]
- جوائز KOFRA للأفلام الثامنة لعام 2017: أفضل فيلم وأفضل مخرج (النحيب) [4]
- جوائز الفيلم الآسيوي الحادي عشر لعام 2017 : أفضل مخرج (النحيب)

## وصلات خارجية
نا هونغ جين على imdb